# Lista de sistemas de controle de versão
Soluções comerciais
- Microsoft Visual SourceSafe (VSS) - produto da Microsoft para controle de versão, integrado a muitas IDEs da Microsoft.
- Rational ClearCase - produto da IBM para controle de versão.
- Borland StarTeam - produto da Borland para controle de versão e de equipe.
- PVCS - Produto campeão da Serena do Brasil, controle de versão, possui também produtos que tem incorporada esta funcionalidade como o Dimension CM.

Soluções livres
- Concurrent Version System (CVS) - software livre clássico e bem testado.
- Subversion (SVN) - alternativa também livre e mais eficiente que o CVS. Muitas fundações não-governamentais sem fins lucrativos ligadas ao desenvolvimento de software internacionalmente reconhecidas como a Apache Foundation já adotaram o Subversion como padrão.
- Git - Software para controle de versão distribuído com foco na velocidade.
- MediaWiki - software livre que possui um sistema integrado de controle de versões. Sites com os projetos da Wikimedia, tal como a Wikipédia mantém o sistema MediaWiki para o controle das versões dos documentos. Esse sistema permite o trabalho simultâneo de milhares de voluntários.
- GNU CSSC
- Revision Control System (RCS)
- Bazaar
- Darcs
- Mercurial - SCM usado para gerenciar o código fonte do Python
- Monotone
- SVK